# Tobolia
Tobolia es un género de foraminífero bentónico de la subfamilia Falsoguttulininae, de la familia Polymorphinidae, de la superfamilia Polymorphinoidea, del suborden Lagenina y del orden Lagenida. Su especie-tipo es Tobolia veronikae. Su rango cronoestratigráfico abarca el Maastrichtiense (Cretácico superior).

## Discusión
Clasificaciones previas incluían Tobolia en la superfamilia Nodosarioidea.

## Clasificación
Tobolia incluye a la siguiente especie:
- Tobolia veronikae †